# Hulder
Hulder är ett belgiskt black metal-band, bildat 2018. Bandets låttexter handlar bland annat om medeltida teman, tortyr och belgisk folklore. Hulder frontas av Hulder (Marliese Beeuwsaert). Hulder är sajnat på etiketten 20 Buck Spin, grundad 2005, som har 47 band i sitt stall.

## Medlemmar
- Hulder (Marliese Beeuwsaert) (2018–)
- Necreon (Samuel Osborne) – basgitarr (live)
- Keld (Tanner Anderson) – gitarr (live)
- Vapula (Xander Buehrer) – trummor (live; 2023–)

## Diskografi
Studioalbum
- 2021 – Godslastering: Hymns of a Forlorn Peasantry
- 2024 – Verses in Oath

EP
- 2019 – Embraced by Darkness Mysts...
- 2022 – The Eternal Fanfare

Livealbum
- 2022 – Benighted in Blood